# Landkreis Ammerland
Der Landkreis Ammerland ist ein Landkreis im Nordwesten von Niedersachsen. Bis zur Verleihung des Stadtstatus an den Kreishauptort Westerstede am 28. Mai 1977 wies der Landkreis die Besonderheit auf, über keine einzige Stadt im Kreisgebiet zu verfügen.

## Geografie

### Lage

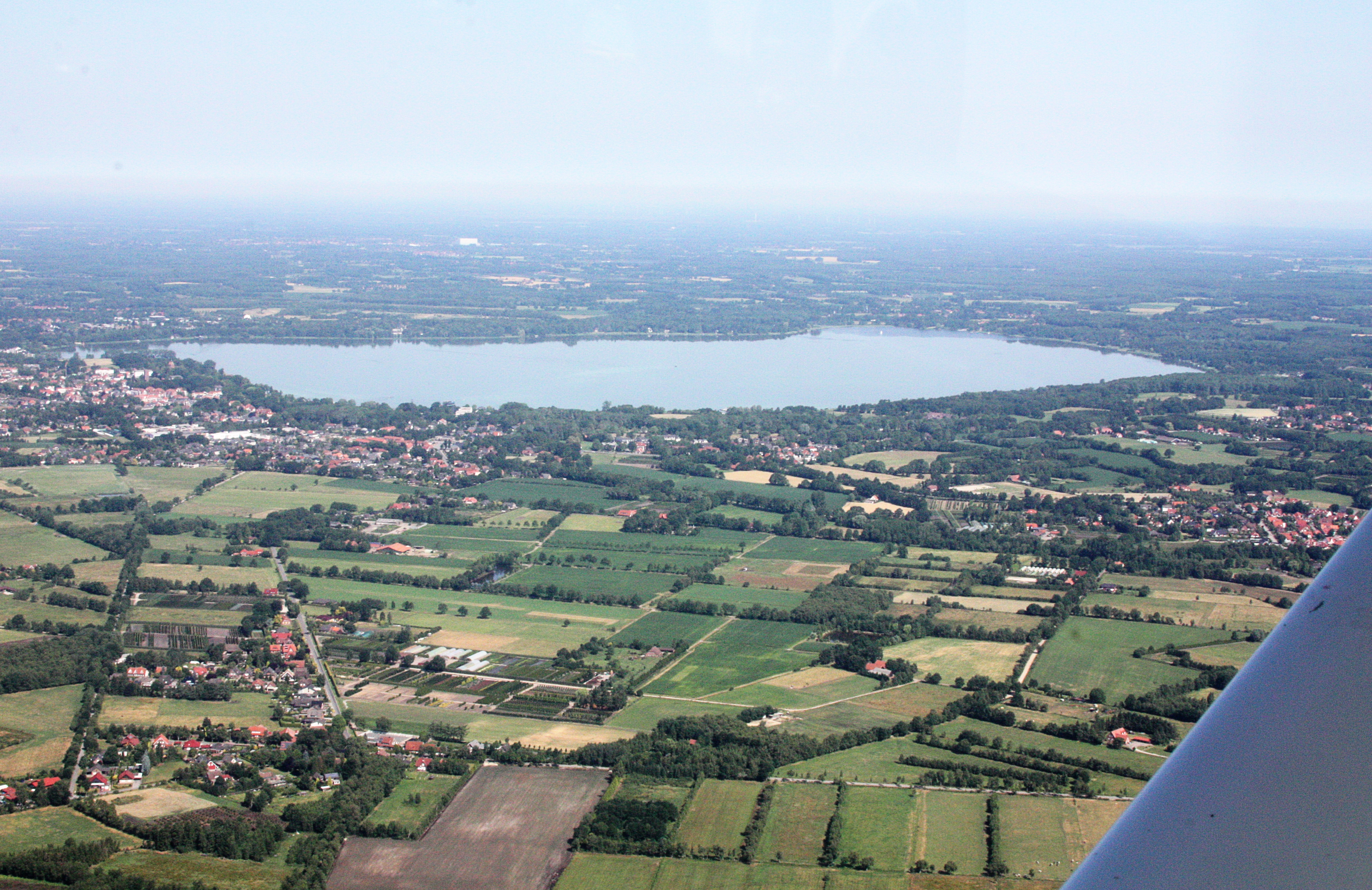
Parklandschaft Ammerland. Im Hintergrund das Zwischenahner Meer.

Das Ammerland gehört größtenteils zur Ostfriesisch-Oldenburgischen Geest. Im Südwesten flacht dieser Geestrücken sanft über große Randmoore in die Leda-Jümme-Niederung ab, nach Osten hin gibt es ein relativ starkes Gefälle in Richtung der Wesermarsch, von der ein kleiner Teil dem Landkreis Ammerland zugeordnet ist. Lange Zeit lag das südliche Ammerland isoliert als Siedlungsinsel in einem Meer unwegsamer Hochmoore. Noch heute ist die baumarme Weite der Moore besonders im Osten und Süden charakteristisch für die Ammerländer Landschaft. Der größte Teil dieser Moorfläche wird heute als Dauergrünland genutzt. Die Geestgebiete sind traditionell durch eine Mischung aus kleinen Wäldern, Feldern und Wallhecken gekennzeichnet, die dem Ammerland das Attribut „Parklandschaft“ eingebracht hat.
Im Landkreis existiert eine seltene geologische Besonderheit, die "Parallelrinnen-Landschaft" oder auch "Parallelrücken-Landschaft" genannt wird. Näheres zu deren Entstehungsproblem sowie zu den geologischen Prozessen, durch die die Moore unterschiedlichen Typs sowie das Zwischenahner Meer entstanden sind, findet sich in einer Heimatchronik.

### Nachbarkreise
Der Landkreis Ammerland grenzt im Uhrzeigersinn im Norden beginnend an die Landkreise Friesland und Wesermarsch, an die kreisfreie Stadt Oldenburg (Oldb) sowie an die Landkreise Oldenburg, Cloppenburg und Leer.

### Gezeiten
Obwohl rund 40 Kilometer von der Nordseeküste entfernt, wird das westliche Ammerland von den Gezeiten beeinflusst. Die Flüsse Leda und Jümme verbinden das Ammerland mit der Ems und damit mittelbar mit der Nordsee. Nahezu 17.000 ha des Verbandsgebiets der Ammerländer Wasseracht liegen im Niederungsgebiet von Aper Tief und Godensholter bzw. Nordloher Tief. Die dortigen Flächen liegen nur ca. 0,70 m über Normalnull. Am Pegel Augustfehn beträgt das mittlere Tidehochwasser +1,15 mNN und das mittlere Tideniedrigwasser +0,35 mNN und damit der Tidenhub immerhin noch 80 cm.

## Geschichte
Der heutige Landkreis Ammerland liegt vollständig auf dem Gebiet des sächsischen Ammergaus. Dieser bildete die nordwestliche Grenze zum Siedlungsgebiet der Friesen. Im Ammergau lebten Angehörige des sächsischen Teilstammes der Angrivarier (Engern).
Im Zuge der Territorialisierung fiel der Ammergau an die Grafschaft Oldenburg. Bereits der erste namentlich bekannte Graf von Oldenburg, Egilmar I. (ca. 1040–1108), herrschte über den Lerigau, den Hasegau und den Ammergau. Das Ammerland gehört also zu den oldenburgischen Stammlanden, von denen es während des gesamten Mittelalters und der Neuzeit bis 1946 nie getrennt wurde.
Seit dem 19. Jahrhundert gehörte das Gebiet des heutigen Landkreises zu den beiden oldenburgischen Ämtern Westerstede und Oldenburg. 1933 wurde aus dem Amt Westerstede sowie den Gemeinden Rastede und Wiefelstede des Amtes Oldenburg das Amt Ammerland  gebildet. Der östliche Teil des Amtes Oldenburg mit den Gemeinden Hatten und Wardenburg kam zum neuen Amt Oldenburg. 1939 wurde aus dem Amt Ammerland der Landkreis Ammerland .
Details zur Geschichte des Landkreises von der Steinzeit bis ins Jahr 1975, mit zahlreichen Abbildungen von historischen Funden und Belegen, sind in einer Heimatchronik publiziert.
Mit der Fusion der Länder Hannover, Braunschweig, Schaumburg-Lippe und Oldenburg zum Land Niedersachsen wurde der Landkreis Ammerland zu einem niedersächsischen Landkreis im Verwaltungsbezirk Oldenburg, der 1978 im Regierungsbezirk Weser-Ems aufging. Dieser wiederum wurde, wie alle Regierungsbezirke in Niedersachsen, im Jahr 2005 aufgelöst.
Im Vorfeld der Kreisreform vom 1. August 1977 gab es Pläne, das Umland der Stadt Oldenburg in einem großen Landkreis Oldenburg zusammenzufassen. Diese Pläne wurde zugunsten einer Vergrößerung des Landkreises Ammerland auf Kosten des Landkreises Friesland aufgegeben. Am 1. August 1977 wurde der Landkreis Friesland aufgelöst, und die Gemeinden Bockhorn und Zetel sowie die Stadt Varel wurden in den Landkreis Ammerland umgegliedert. Aufgrund verschiedener Verfassungsklagen vor dem Niedersächsischen Staatsgerichtshof in Bückeburg wurde die Kreisreform in Teilen als verfassungswidrig festgestellt. Zum 1. Januar 1980 wurden die Landkreise Ammerland, Friesland und Wittmund in ihrer ursprünglichen Form wiederhergestellt.

### Einwohnerstatistik

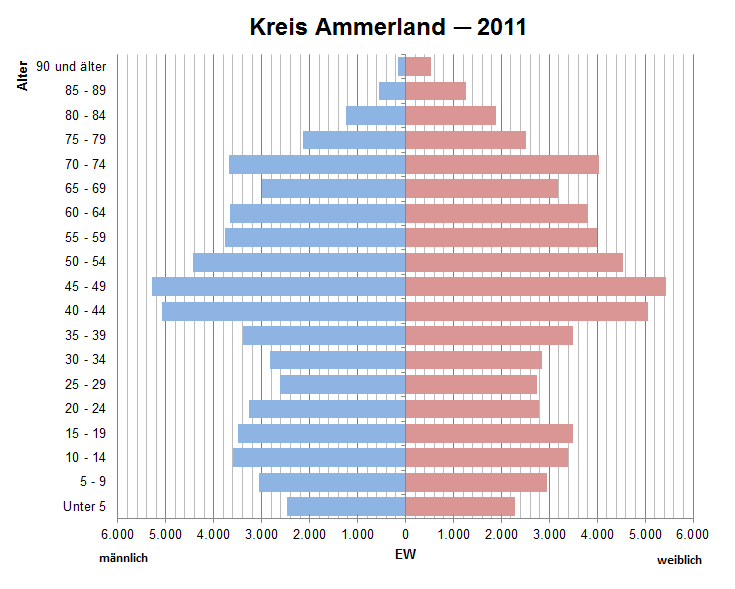
Bevölkerungspyramide für den Kreis Ammerland (Datenquelle: Zensus 2011.)

| Jahr | Einwohner | Quelle |
| ---- | --------- | ------ |
| 1933 | 44.753    | [ 5 ]  |
| 1939 | 47.805    | [ 5 ]  |
| 1950 | 74.032    | [ 5 ]  |
| 1960 | 68.400    | [ 5 ]  |
| 1970 | 81.500    | [ 8 ]  |
| 1980 | 90.000    | [ 9 ]  |
| 1990 | 96.737    | [ 10 ] |
| 2000 | 110.650   | [ 10 ] |
| 2010 | 118.004   | [ 10 ] |
| 2020 | 126.643   | [ 11 ] |

### Konfessionsstatistik
Gemäß der Volkszählung 2011 waren (Stand 9. Mai 2011) 60,4 % der Einwohner evangelisch, 8,8 % römisch-katholisch und 30,9 % waren Sonstige (konfessionslos, gehörten einer anderen Glaubensgemeinschaft an oder machten keine Angabe). Der Anteil der Protestanten an der Gesamtbevölkerung sinkt seitdem jährlich um 1 Prozentpunkt, während der Anteil der Sonstige jährlich um 1 Prozentpunkt steigt. Gemäß dem Zensus 2022 (Stand 15. Mai 2022) waren 48,3 % der Einwohner evangelisch, 8,4 % katholisch und 43,3 % waren Sonstige.
Laut Mitgliederstatistik der oldenburgischen Kirche für die Jahren 2022, 2023 und 2024 gab es ein Rückgang der evangelische Gemeindeglieder um 1 Prozentpunkt (Anteil an der Gesamtbevölkerung) jährlich.

## Politik

### Kreistag

#### Kreistagswahl 2021
Der Kreistag des Landkreises Ammerland besteht seit 2021 aus 50 Abgeordneten (vorher 46). Dies ist die festgelegte Anzahl für einen Landkreis mit einer Einwohnerzahl zwischen 125.001 und 150.000 Einwohnern. Die Mitglieder werden durch eine Kommunalwahl für jeweils fünf Jahre gewählt. Neben den 50 in der Kreiswahl gewählten Abgeordneten ist außerdem der Landrat sitz- und stimmberechtigt.
Gemäß dem vorläufigen Ergebnis der Wahl vom 12. September 2021 setzt sich der Kreistag wie folgt zusammen:
- Linke: 1
- SPD: 14
- Grüne: 7
- DZ: 1
- FDP: 4
- UWG: 4
- FWG WA: 1
- CDU: 16
- AfD: 2

| Parteien und Wählergemeinschaften | Parteien und Wählergemeinschaften           | Prozent 2021 | Sitze 2021 |
| --------------------------------- | ------------------------------------------- | ------------ | ---------- |
| CDU                               | Christlich Demokratische Union Deutschlands | 32,0         | 16         |
| SPD                               | Sozialdemokratische Partei Deutschlands     | 28,6         | 14         |
| Grüne                             | Bündnis 90/Die Grünen                       | 14,4         | 7          |
| UWG                               | Unabhängige Wählergemeinschaft              | 8,3          | 4          |
| FDP                               | Freie Demokratische Partei                  | 7,0          | 4          |
| AfD                               | Alternative für Deutschland                 | 3,1          | 2          |
| Linke                             | Die Linke                                   | 2,8          | 1          |
| FWG WA                            | Freie Wählergemeinschaft Wir Ammerländer    | 1,5          | 1          |
| DZ                                | Die Zwischenahner                           | 0,9          | 1          |
| EW                                | Einzelwahlvorschlag Demirbilek              | 0,7          | 0          |
| Partei                            | Die Partei                                  | 0,7          | 0          |
| LKR                               | Liberal-Konservative Reformer               | 0,1          | 0          |
| Gesamt                            | Gesamt                                      | 100          | 50         |
| Wahlbeteiligung in Prozent        | Wahlbeteiligung in Prozent                  | 61,3         | 61,3       |

Im aktuellen Kreistag gibt es keine Gruppenbildungen.

#### Kreistagswahlen seit 1991
Die Kreistagswahlen von 1991 bis 2016 ergaben die folgenden Ergebnisse:
| Partei              | 2016   | 2016   | 2011   | 2011   | 2006   | 2006   | 2001   | 2001   | 1996   | 1991   |
| ------------------- | ------ | ------ | ------ | ------ | ------ | ------ | ------ | ------ | ------ | ------ |
|                     | %      | Sitze  | %      | Sitze  | %      | Sitze  | %      | Sitze  | Sitze  | Sitze  |
| CDU                 | 33,9   | 16     | 35,9   | 17     | 38,3   | 18     | 39,4   | 18     | 19     | 17     |
| SPD                 | 28,7   | 13     | 32,3   | 15     | 32,4   | 15     | 36,2   | 17     | 17     | 17     |
| Grüne               | 12,0   | 6      | 14,8   | 7      | 8,0    | 4      | 7,4    | 3      | 4      | 3      |
| UWG                 | 8,6    | 4      | 7,1    | 3      | 6,5    | 3      | 8,4    | 2      | 4      | 1      |
| AfD                 | 6,7    | 3      | –      | –      | –      | –      | –      | –      | –      | –      |
| FDP                 | 6,5    | 3      | 6,2    | 3      | 11,9   | 5      | 8,7    | 4      | 3      | 5      |
| LINKE               | 2,8    | 1      | 1,6    | 1      | –      | –      | –      | –      | –      | –      |
| BfB                 | –      | –      | 1,0    | –      | 0,9    | –      | –      | –      | –      | –      |
| UWG Rast./Wiefelst. | –      | –      | 1,0    | –      | 1,2    | 1      | –      | 2      | –      | –      |
| Freie Wähler        | –      | –      | –      | –      | 0,8    | –      | –      | –      | –      | –      |
| Familie             | –      | –      | –      | –      | –      | –      | 0,1    | –      | –      | –      |
| Wahlbeteiligung     | 58,7 % | 58,7 % | 55,4 % | 55,4 % | 53,2 % | 53,2 % | 57,9 % | 57,9 % | 65,0 % | 68,4 % |

Die CDU-Fraktion bildete zeitweise mit der FDP und UWG Rastede eine Mehrheitsgruppe im Kreistag.

### Landrat
Landrätin des Landkreises Ammerland ist seit dem 1. November 2021 die parteilose Karin Harms. Sie trat die Nachfolge des ebenfalls parteilosen Jörg Bensberg an. Bei der Landratswahl am 12. September 2021 setzte sie sich im ersten Wahlgang mit 50,6 % der Stimmen gegen ihre Gegenkandidaten Jens Nacke (CDU) und Dirk Hooymann (Linke) durch. Harms trat für ein Wählerbündnis aus SPD, Grünen und unabhängigen Wählergemeinschaften (UWG) an.

### Wappen
Das Kreiswappen in seiner heutigen Gestalt wurde am 3. Juli 1978 verliehen. Es ersetzt ein ähnliches Wappen vom 27. März 1952. Im (heraldisch) rechten oberen Feld zeigt es zwei rote Balken auf goldenem Grund aus dem altoldenburgischen Grafenwappen. Bei den roten Zickzackbalken im (heraldisch) linken unteren Feld handelt es sich um das Symbol der „ammerschen Balken“. Heraldisch rechts unten symbolisieren Eichenblatt und Eicheln auf blauem Grund „die typischen ammerländischen Eichen“. Erst seit 1978 ist das goldene Ankerkreuz auf blauem Grund im heraldisch linken oberen Feld zu finden. Es ersetzte das oldenburgische Spitzkreuz und sollte die 1977 eingegliederte Friesische Wehde repräsentieren (das Ankerkreuz war ein Symbol der Grafen von Bentinck, die bis ins 19. Jahrhundert in der Herrschaft Varel Herrschaftsrechte ausübten). 1980 wurde die Friesische Wehde zwar größtenteils wieder ausgegliedert und in den wiederhergestellten Landkreis Friesland einbezogen. Die Ortschaften Spohle und Conneforde, die schon 1972 dem Kreis Ammerland zugeordnet worden waren, verblieben jedoch bei diesem Landkreis, der deshalb das Ankerkreuz nicht wieder aus seinem Wappen entfernte. Es steht jetzt für diese beiden Orte.

### Bundestag
Direkt gewählter Abgeordneter im Bundestagswahlkreis Oldenburg-Ammerland ist Dennis Rohde von der SPD.

### Landtag
Direkt gewählter Landtagsabgeordneter des Landtagswahlkreises Ammerland ist Björn Meyer (Augustfehn, Gemeinde Apen) von der SPD. Jens Nacke (Gem. Wiefelstede) von der CDU ist über die Landesliste in den Landtag eingezogen.

### Partnerschaften
Der Powiat Pleszewski (Kreis Pleszew) in Polen ist seit 2000 ein Partnerlandkreis vom Landkreis Ammerland.

## Wirtschaft

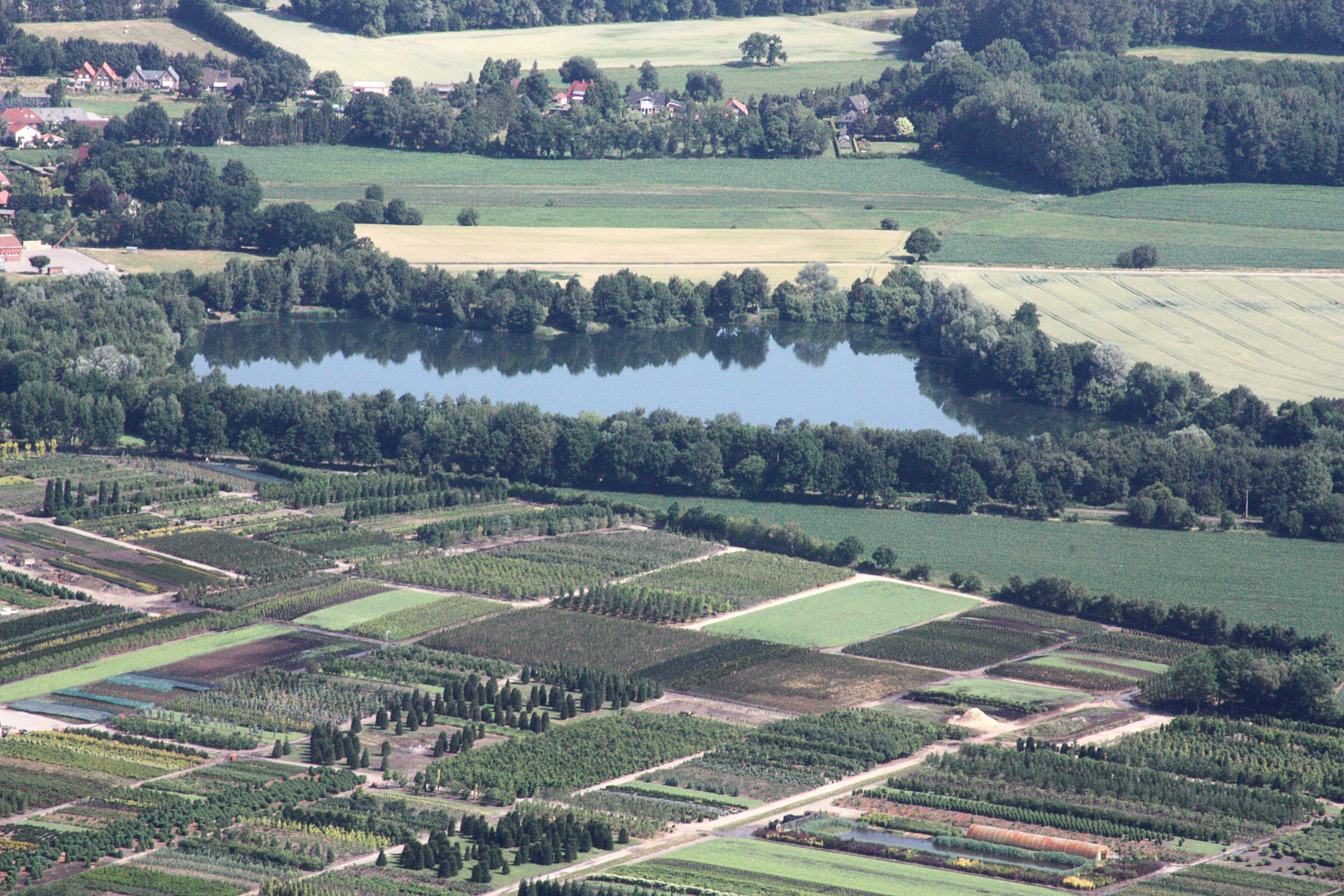
Baumschulen in Kayhauserfeld

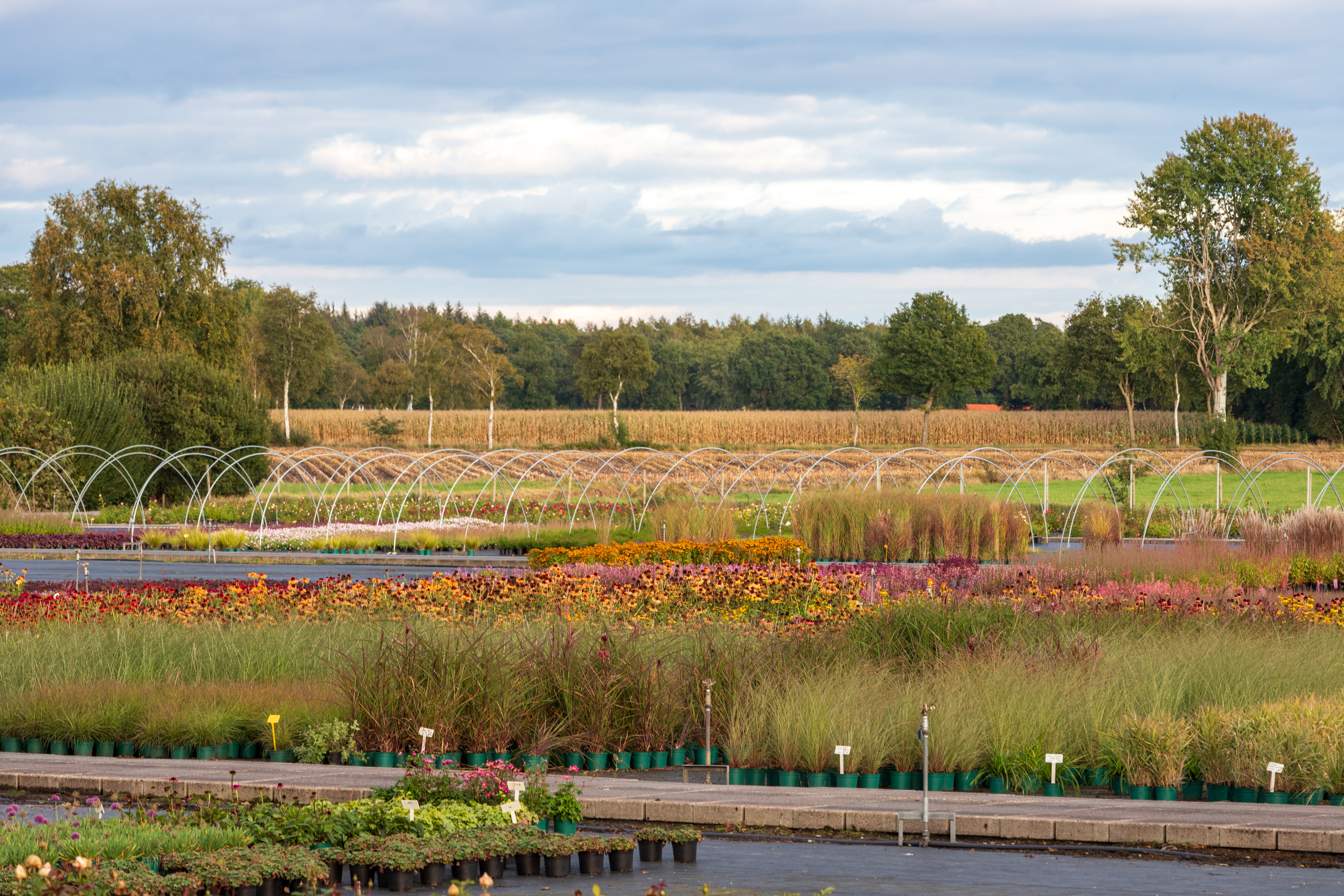
Blumen- und Pflanzenproduktion für den Gartenbau im Ammerland

Im 19. und 20. Jahrhundert lebte ein Großteil der Bewohner des Ammerlandes von der Landwirtschaft und vom Torfabbau. Inzwischen hat ein Großteil der Urproduzenten im sekundären und im tertiären Wirtschaftssektor Arbeit gefunden. Darüber hinaus ist der größte Teil der ehemaligen Moorflächen abgetorft, und naturbelassene Moorgebiete stehen weitgehend unter Naturschutz, so dass nur noch relativ wenige Kräfte im Moor arbeiten. In den kommenden Jahren sollen nach Plänen der Niedersächsischen Landesregierung große zusammenhängende Grünlandflächen, und zwar 726 Hektar im Hankhauser Moor (nördlich der B 211) und 587 Hektar im Loyer Moor (südlich der B 211), weiterhin als Vorranggebiete für den Torfabbau vorgesehen werden.
Aufgrund der leichten Verfügbarkeit von Torf als Dünger gibt es heute im Landkreis Ammerland auf 2600 Hektar mehr als 350 Baumschulen, von denen 90 Prozent aller in Deutschland gezogenen Rhododendronbüsche und 75 Prozent der Freilandazaleen stammen. An viele dieser Baumschulen sind Schaugärten angeschlossen. Die bekanntesten davon sind die Rhododendronparks der Baumschulen Hobbie in Linswege (Rhododendronpark Hobbie) und Bruns in Gristede. Wegen der Vielzahl der Baumschulen wurde auf dem Gelände des heutigen „Parks der Gärten“ unmittelbar westlich des Zwischenahner Meeres in den Jahren 1976/77 die Lehr- und Versuchsanstalt für Gartenbau (LVG) angesiedelt, die zuvor ihren Sitz in Aurich-Haxtum hatte. Die LVG entwickelte sich ab 1998 zum Niedersächsischen Gartenkulturcentrums (GKC) weiter. Im Jahr 2002 wurde auf dem Gelände des GKC die Niedersächsische Landesgartenschau veranstaltet. 2003 wurde das 14 Hektar große Areal der ehemaligen Gartenschau in Park der Gärten umbenannt. Den Park besuchten im Jahr 2009 132.000 Gäste.
Schwerpunkt des Tourismus ist die Gemeinde Bad Zwischenahn am Zwischenahner Meer, wo es Kuranlagen mit Beauty- und Wellnesseinrichtungen gibt. Im Nordosten des Ammerlandes liegt der ehemalige Residenzort Rastede, der durch seine Pferdesport-Veranstaltungen und einen mittelalterlichen Markt viele zahlende Gäste anlockt. 2006 fand in Rastede die Weltmeisterschaft (WM) im Schlittenhundewagenrennen, Canicross und Bikejöring statt.
Die Gemeinde Edewecht bildet ein Zentrum der Lebensmittelindustrie, unter anderem mit einer Molkerei (Nordmilch) und fleischverarbeitenden Betrieben wie z. B. Meica. Die Firma Rügenwalder Mühle Carl Müller GmbH & Co. KG hat seit 1956 ihren Stammsitz in Kayhauserfeld (Gemeinde Bad Zwischenahn). Außerdem unterhält die über die Landesgrenzen hinaus bekannte Modefirma Ulla Popken in Hahn-Lehmden (Gemeinde Rastede) ihre Hauptzentrale.
Im Zukunftsatlas 2016 belegte der Landkreis Ammerland Platz 181 von 402 Landkreisen, Kommunalverbänden und kreisfreien Städten in Deutschland und zählt damit zu den Regionen mit „ausgeglichenem Chancen-Risiko Mix“ für die Zukunft.

## Verbände und Gruppen
- Der Kreisfeuerwehrverband Ammerland setzt sich aus den sechs Gemeinde-/ Stadtgemeindefeuerwehren zusammen. Seine Aufgabe ist es für die Ausbildung der Feuerwehrleute auf Kreisebene zu sorgen. Zudem sind sie für die Koordination von Kreisübergeordneten Einsätzen zuständig.[27] Der Kreisfeuerwehrverband Ammerland gehört selbst dem Oldenburgischen Feuerverband (OFV), dem Niedersächsischen Feuerwehrverband und der Deutschen Feuerwehr an. Die Feuerwehrtechnische Zentrale befindet sich in der Gemeinde Bad Zwischenahn im Ortsteil Elmendorf.
- Der Landkreis Ammerland ist im Ems-Weser-Elbe Versorgungs- und Entsorgungsverband vertreten.
- Das Ammerland gehört dem Oldenburgisch-Ostfriesischen Wasserverband an.
- Rettungsdienst Ammerland GmbH
- Ammerländer Landvolkverband e. V.[28]

## Schutzgebiete
Im Landkreis befinden sich neben Landschaftsschutzgebieten und Naturdenkmalen 19 ausgewiesene Naturschutzgebiete (Stand Januar 2018).
Siehe auch:
- Liste der Naturschutzgebiete im Landkreis Ammerland
- Liste der Landschaftsschutzgebiete im Landkreis Ammerland
- Liste der Naturdenkmale im Landkreis Ammerland
- Liste der geschützten Landschaftsbestandteile im Landkreis Ammerland

## Verkehr
Hauptstraßenverbindung sind die Bundesautobahn 28 (von den Niederlanden bzw. Emden und Leer (Ostfriesland) nach Bremen), die zugleich ein Teilstück der Europastraße 22 ist, und die A 29 (von Wilhelmshaven nach Wildeshausen). Diese durchqueren das Ammerland und kreuzen sich östlich von Oldenburg. Auch ein Teilstück der Oldenburger Stadtautobahn A 293 liegt auf dem Gebiet des Ammerlandes. Die A 293 geht in die B 211 nach Brake über. Die Bundesstraße 401 durchquert ebenfalls das Ammerland auf dem Weg zwischen Oldenburg (Oldenburg) und Papenburg.
Der Kreis Ammerland wird von zwei Hauptbahnen durchzogen: Die Preußischen Staatseisenbahnen berührten 1867 mit der Linie Oldenburg–Wilhelmshaven die Gemeinde Rastede im Osten des Kreises. Seit 1869 verläuft die Strecke Oldenburg–Leer der Großherzoglich Oldenburgischen Staatseisenbahnen in Ost-West-Richtung durch seine Mitte.
Da die Kreisstadt abseits dieser Magistrale lag, erbaute die Gemeinde Westerstede 1876 eine Schmalspurbahn nach Ocholt; diese wurde von den Oldenburgischen Staatsbahnen betrieben, welche die Strecke 1904 auf Normalspur umbauten und nach Ellenserdamm verlängerten. Im Jahre 2006 ist die seit 2001 auch im Güterverkehr stillgelegte und nur noch von der Museumseisenbahn genutzte Verbindung zur Draisinenstrecke umfunktioniert worden. Der regelmäßige Personenverkehr wurde bereits 1954 aufgegeben.
Von Ocholt führte ab 1908 eine Nebenbahn über Friesoythe nach Cloppenburg. Die Strecke wurde in den 1960er Jahren zwischen Sedelsberg und Friesoythe stillgelegt und abgebaut, seitdem fahren Güterzüge bis nach Sedelsberg. Des Weiteren fährt die Museumsbahn Ammerland-Barßel-Saterland zu regelmäßigen Terminen auf dieser Strecke.
Schließlich schuf die Gemeinde Edewecht im Jahre 1912 eine Verbindung zur Hauptbahn in Bad Zwischenahn; diese Strecke wurde 1920 bis Edewechterdamm erweitert.
Damit wurden Personenzüge auf 86 km Strecken angeboten, bis die Stilllegungen (34 km) begannen:
- 1950: Kleinbahn Bad Zwischenahn–Edewechterdamm (12 km)
- 1954: Ellenserdamm–Eggeloge–Westerstede (8 km) und Westerstede–Ocholt (7 km)
- 1968: Westerstede–Ocholt (7 km) – heute wird diese Strecke von mehreren Fahrraddraisinen befahren und somit sehr erfolgreich als touristische Attraktion genutzt.

Heute werden im Personenverkehr mit den Bahnhöfen in Augustfehn, Westerstede-Ocholt, Bad Zwischenahn und Rastede noch vier Stationen bedient.
Das Ammerland liegt im Bereich des Verkehrsverbundes Bremen/Niedersachsen. Somit kann mit einem Ticket Bus und Bahn genutzt werden.
Folgende Buslinien gibt es im Ammerland:
- S35: „Rhodo-Sprinter“, Schnellbus Westerstede–Oldenburg über die Autobahn A 28
- 330: Conneforde–Wiefelstede–Neuenkruge–Oldenburg
- 340: Heubült/Jaderberg–Rastede–Oldenburg
- 350: Westerstede–Bad Zwischenahn–Oldenburg
- 356: Ramsloh/Barßel–Augustfehn–Apen–Ocholt–Rostrup
- 360: Westerstede–Ocholt–Barßel
- 362: Nordloh–Godensholt–Apen–Augustfehn
- 366: Westerstede–Apen–Augustfehn
- 370: Rastede–Wiefelstede–Bad Zwischenahn
- 375: Bad Zwischenahn–Edewecht–Süddorf
- N31: „Nachteule“, Nachtbus Oldenburg–Wiefelstede–Tange
- N32: „Nachteule“, Nachtbus Oldenburg–Westerstede–Tange
- N34: „Nachteule“, Nachtbus Oldenburg–Edewecht–Tange
- N35: „Nachteule“, Nachtbus Oldenburg–Edewecht–Friesoythe
- 380: Barßel-Edewecht/Friedrichsfehn-Oldenburg

Auf dem Gebiet des Landkreises liegen der Flugplatz Westerstede-Felde, der Flugplatz Wiefelstede-Conneforde sowie das Segelfluggelände Bad Zwischenahn-Rostrup.

## Institutionen
- Ammerland Tourist Information, Einrichtung des Landkreises Ammerland zur Förderung des Tourismus im Ammerland.
- Oldenburgische Landschaft, eingetragene Körperschaft des öffentlichen Rechts zur Pflege und Förderung kultureller und historischer Belange.

## Sport
Im Landkreis Ammerland gibt es im Oberverband Ammerländer Schützenbund vier Schützenkreise, den Kreis Edewecht mit neun Schützenvereinen, den Kreis Rastede/Wiefelstede mit elf Schützenvereinen, den Kreis Westerstede/Apen mit zehn Schützenvereinen und den Kreis Bad Zwischenahn mit acht Schützenvereinen. Der Ammerländer Schützenbund ist mit seinen Unterkreisen und Vereinen Mitglied im Bezirksdachverband Oldenburger Schützenbund und dem Landesverband Nordwestdeutscher Schützenbund und somit auch im Deutschen Schützenbund. Zudem spielt mit dem SSV Jeddeloh ein Fußballverein aus dem Ammerland in der Regionalliga. Auch wird im Ammerland das Traditionspiel – Klootschießen und Boßeln – in 35 Vereinen, im Ligaspiel gespielt, für Wettkämpfer ist Boßeln ein Leistungsort wie jeder andere, für den sie mehrmals die Woche trainieren müssen. Das Klootschießen wurde schon ab 1510 erwähnt.

## Kulinarische Spezialitäten
- Grünkohlessen mit Grünkohl, Pinkel etc.
- Smoortaal (Räucheraal)
- Bückel (Fischspezialität)
- Ammerländer Schinken
- Ammerländer Aal (insbesondere aus Bad Zwischenahn)
- Ammerländer Boßelschluck (beim gleichnamigen Spiel gereicht)
- Ammerländer Schwarzbrot (Roggenschrotbrot)
- Ammerländer Mockturtle
- Ammerländer Löffeltrunk – Der Ammerländer Löffeltrunk ist ein Kornbrand, der aus Zinnlöffeln getrunken wird, die man mit der gesamten linken Faust umschlossen hält. Zu der Trinkzeremonie gehört ein plattdeutscher Spruch, wobei der Gastgeber beginnt und sich mit seinen Gästen im Aufsagen abwechselt. Unmittelbar nach dem Prost werden die Zinnlöffel mit der Zunge so trocken geleckt, dass beim anschließenden Ablegen auf ein Handtuch keine feuchten Ränder entstehen. Gelingt dies bei einem oder mehreren nicht, beginnt die Zeremonie von vorn. Abgelegt werden die Löffel aber erst nach vollendetem Aufsagen des gesamten Spruches. Ammerländer Löffeltrunk wird vor allem vor und nach einer Smortaal-Mahlzeit (Räucheraal) zelebriert. Getrunken wird klarer Weizenkorn, der gleiche, der auch zum Händeabwaschen nach dem Aalessen dient.[31]

| GG = Gastgeber G = Gast | Text bei einem Gast            | Text bei mehreren Gästen       | Übersetzung                      | Kommentar                               |
| ----------------------- | ------------------------------ | ------------------------------ | -------------------------------- | --------------------------------------- |
| GG                      | Ik seh di.                     | Ik seh jo.                     | Ich sehe dich/euch.              | oder: Ich begrüße dich/euch.            |
| G                       | Dat freit mi.                  | Dat freit us.                  | Das freut mich/uns.              |                                         |
| GG                      | Ik sup di to.                  | Ik sup jo to.                  | Ich trinke dir/euch zu.          | oder: Ich stoße mit dir/euch an.        |
| G                       | Dat do!                        | Dat do!                        | Tu das!                          |                                         |
| GG + G                  | Prost!                         | Prost!                         | Prost!                           |                                         |
| (trinken)               |                                |                                |                                  |                                         |
| GG                      | Ik heb di tosopen.             | Ik heb jo tosopen.             | Ich habe dir/euch zugetrunken.   | oder: Ich habe mit dir/euch angestoßen. |
| G                       | Hest den Rechten dropen.       | Hest den Rechten dropen.       | Du hast den Richtigen getroffen. |                                         |
| GG                      | So hebt wi dat immer doh’n.    | So hebt wi dat immer doh’n.    | So haben wir das immer gemacht.  |                                         |
| G                       | So schall dat ok wieter goh’n. | So schall dat ok wieter goh’n. | So soll das auch weiter gehen.   |                                         |

## Gemeinden
Der Landkreis Ammerland gliedert sich in sechs Einheitsgemeinden. Damit ist er der Landkreis in Deutschland mit den wenigsten kreisangehörigen Gemeinden. Die einzige Stadt ist der Kreissitz Westerstede.
(Einwohner am 31. Dezember 2024)
Einheitsgemeinden
1. Apen (12.118)
2. Bad Zwischenahn, selbständige Gemeinde (29.698)
3. Edewecht (22.632)
4. Rastede (22.896)
5. Westerstede, Kreisstadt (23.938)
6. Wiefelstede (16.469)

## Kfz-Kennzeichen
Am 1. Juli 1956 wurde dem Landkreis bei der Einführung der bis heute gültigen Kfz-Kennzeichen das Unterscheidungszeichen WST (für Westerstede) zugewiesen. Es wird durchgängig bis heute ausgegeben.